# Nieuw-Zeeland
Nieuw-Zeeland (Engels: New Zealand, Maori: Aotearoa (uitspraak: [aɔˈtɛaɾɔa])) is een land in het zuidwesten van de Grote Oceaan. Het bestaat uit twee grote eilanden (Noordereiland en Zuidereiland) en een aantal kleinere eilanden. Nieuw-Zeeland is een constitutionele monarchie (een Commonwealth realm), lid van het Gemenebest van Naties (het vroegere Britse Gemenebest). Daarmee is Charles III het staatshoofd. Hij wordt vertegenwoordigd door een gouverneur-generaal. Nieuw-Zeeland vormt de zuidwestelijke hoek van Polynesië en maakt zo ook deel uit van Oceanië.

## Naam
Abel Tasman, die als een van de eerste Europeanen Nieuw-Zeeland aanschouwde, noemde het 'Stateland', in de veronderstelling dat het verbonden was met het Stateneiland van Zuid-Amerika. Nadat Hendrik Brouwer in 1643 bewees dat dit niet het geval was, werd de naam door Nederlandse cartografen veranderd in 'Nova Zeelandia', naar de Nederlandse provincie Zeeland. De Britse luitenant James Cook vertaalde dit op zijn beurt naar New Zealand.
In het Maori heet Nieuw-Zeeland Aotearoa, wat 'land van de lange witte wolk' betekent. Volgens de overlevering zagen de Maori's, toen ze het eiland ontdekten, enkele eeuwen voordat de Europeanen er kwamen, het land als een wolk aan de horizon liggen.
In die tijd hadden de Maori geen naam voor de hele Nieuw-Zeelandse archipel, 'Aotearoa' refereerde enkel aan het huidige Noordereiland of North Island. In het huidige taalgebruik kan 'Aotearoa' echter als alternatief voor 'New Zealand' gezien worden.

## Geschiedenis
Tussen 1250 en 1300 vestigen de eerste Polynesiërs, die vanaf dan Maori's heten, zich in het noorden van het land dat zij Aotearoa noemen. Sommige vondsten wijzen op eerdere bewoning, maar daar is geen zekerheid over. Op enkele vleermuizen na kwamen er toen nog geen zoogdieren voor.
De aankomst van mensen en hun huisdieren heeft tot het uitsterven van veel inheemse diersoorten geleid.
De eerste Europeanen die Nieuw-Zeeland ontdekten, waren Abel Tasman en zijn bemanning, die in december 1642 in het noorden van het Zuidereiland contact hadden met plaatselijke Maori's. De ontmoeting verliep erg stroef en nadat enkele manschappen gedood waren, vertrok deze Nederlandse ontdekkingsreiziger zonder aan land te zijn geweest richting Tonga. In oktober 1769 ging de Britse luitenant James Cook wel meerdere keren aan land en was hij in staat handel te drijven met de Maori's.
Vanaf ongeveer 1790 bezochten Britse, Franse en Amerikaanse walvisvaarders regelmatig de wateren rondom Nieuw-Zeeland en enkele decennia later vestigden de eerste Europeanen zich op Nieuw-Zeeland. Als gevolg van de Europese inmenging en de verkoop van wapens aan Maori's, braken er regelmatig schermutselingen uit tussen Maori's onderling en Europeanen (die Pākehā worden genoemd). In een poging een eind te maken aan de onenigheden over land, werd op donderdag 6 februari 1840 door enkele Maori-stamhoofden en vertegenwoordigers van de Britse Kroon het Verdrag van Waitangi getekend. Vanaf dat moment was Nieuw-Zeeland een zelfstandige Britse kolonie en waren er afspraken over de verdeling van land.
Als gevolg van schendingen van het verdrag door de verschillende partijen, liepen de spanningen regelmatig hoog op. Tussen 1845 en 1872 vonden er veel conflicten plaats die samen bekendstaan als de Maori-oorlogen, de 'New Zealand Wars' of 'The Land Wars'. De 'Dog Tax War' in 1890 was het laatste grote gewapende conflict. Ook daarna waren nog niet alle onenigheden verholpen, maar veelal werden ze in de rechtbank opgelost.
In 1893 voerde Nieuw-Zeeland als eerste land algemeen stemrecht voor vrouwen in.
Tijdens de Eerste en Tweede Wereldoorlog vochten veel Nieuw-Zeelandse militairen in Europa en Afrika mee met het Britse leger. De dreiging van een Japanse aanval op Nieuw-Zeeland zorgde ervoor dat ook in Nieuw-Zeeland zelf militairen in hoogste staat van paraatheid werden gebracht. Deze aanval kwam er echter nooit.
De jaren na de oorlog hield Nieuw-Zeeland een sterke band met het Verenigd Koninkrijk hoewel het in 1947, met de ratificatie van het Statuut van Westminster wel volledige onafhankelijkheid verkreeg. In 1967 ging het land over van het Pond sterling op de Dollar en werd het imperial maatstelsel vervangen door het metrieke. Vanaf 1973 ging het Britse moederland zich steeds meer richten op Europa; dit ging ten koste van de overzeese Commonwealth-partners.
Vanaf 1984 bouwden opeenvolgende kabinetten het overwegend socialistische en agrarische land om tot een zelfstandige industriële natie met een vrijemarkteconomie (met behoud van de sterke agrarische sector).
De socialistische regering-Lange kwam in 1984 in conflict met de Verenigde Staten, nadat was besloten dat onderzeeboten met kernwapens aan boord niet langer welkom waren in de territoriale wateren van Nieuw-Zeeland. De militaire samenwerking met de VS kwam tot een einde. In 1985 was er ook een conflict met Frankrijk, dat in de haven van Auckland het vlaggenschip van Greenpeace, de Rainbow Warrior, tot zinken bracht.
Tot en met 1993 werden de parlementen van Nieuw-Zeeland elke drie jaar gekozen volgens het districtenstelsel. Vanaf 1996 geldt een stelsel van evenredige vertegenwoordiging. Daarmee krijgen ook kleinere partijen een kans en sindsdien wordt met coalities geregeerd. De Nationale Partij en Labour bleven echter afwisselend de belangrijkste regeringspartijen.
Op 15 maart 2019 werd het land, dat bekend staat als zeer vredig en tolerant, opgeschrikt door terroristische aanslagen op een tweetal moskeeën. Bij deze aanslagen vonden 50 mensen de dood en raakten tientallen mensen gewond.

## Demografie

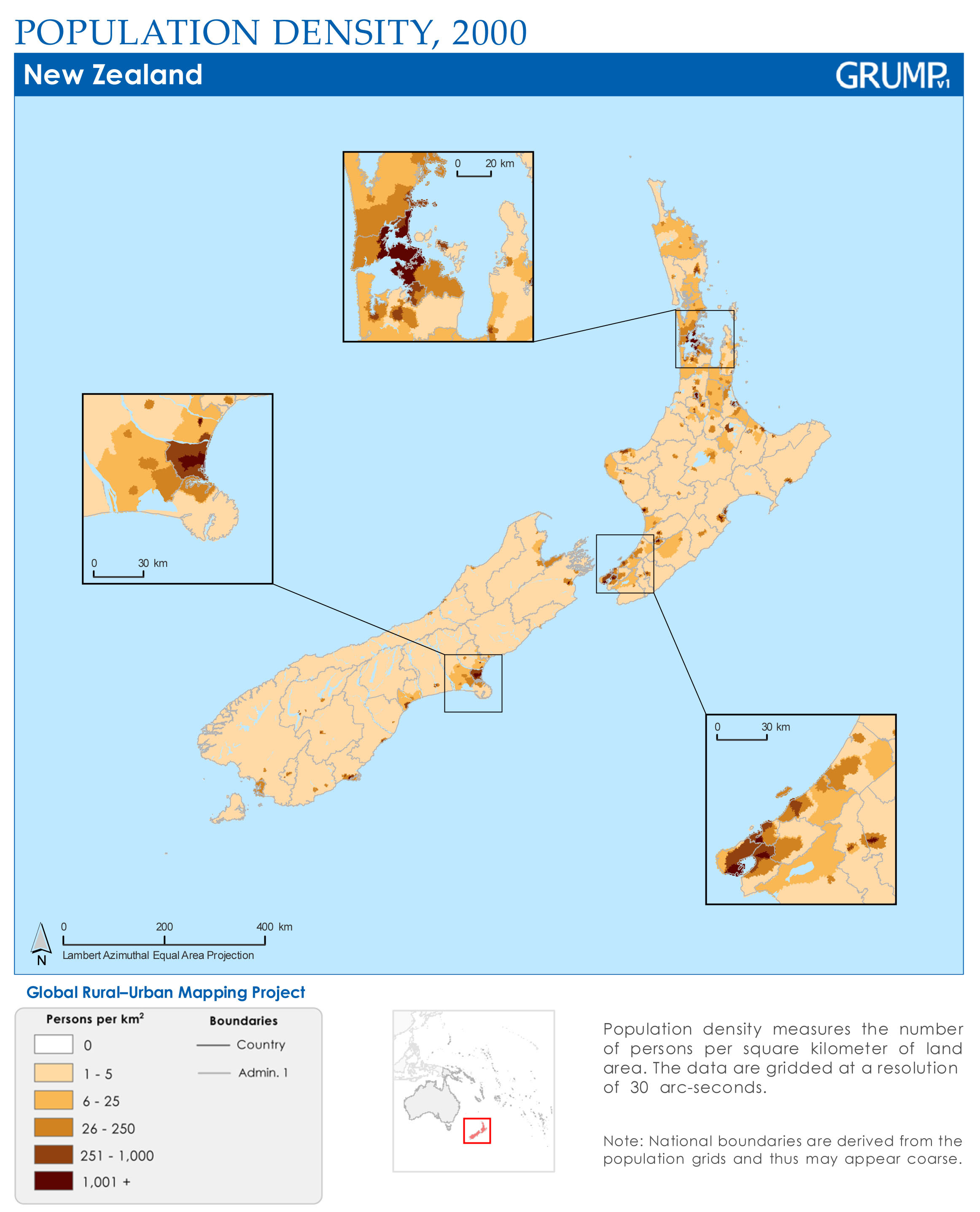
Kaart met de bevolkingsdichtheid van Nieuw-Zeeland (2000)

### Bevolking
Van de 4.925.477 (2020) Nieuw-Zeelanders woont grofweg driekwart op het Noordereiland en een kwart op het Zuidereiland. De dichtstbevolkte regio is Greater Auckland met ongeveer een miljoen inwoners.
Ongeveer 68% van de bevolking is van Europese oorsprong; voornamelijk afkomstig uit het Verenigd Koninkrijk, Nederland, Duitsland en Ierland, maar ook onder andere uit Zuid-Afrika. Maori's maken voor 14,6% deel uit van de bevolking en zijn de oorspronkelijke bewoners van Nieuw-Zeeland. De overige circa 17% bestaat hoofdzakelijk uit Aziaten en Oceaniërs (2006). Het aantal Aziatische immigranten groeit sinds ongeveer 1990 sterk.

### Etniciteit

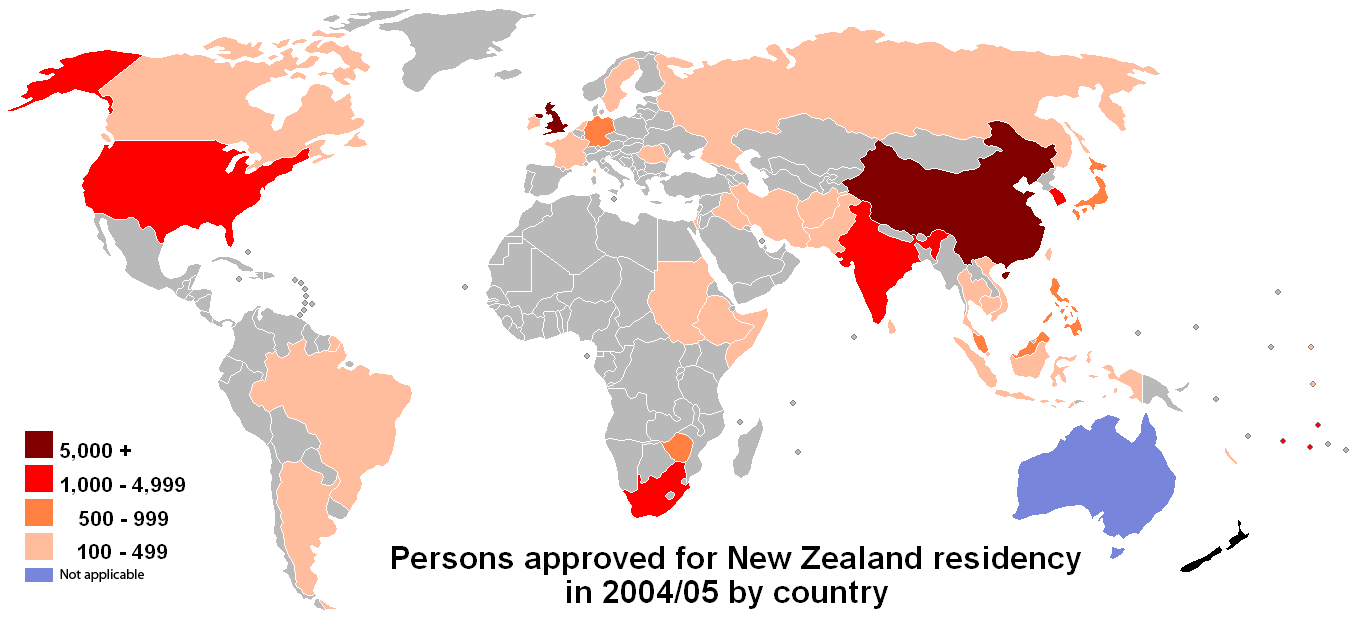
Aanvraag naturalisatie per herkomstland in 2004/2005

Uit een onderzoek van 2013 blijkt dat 74,0% van de Nieuw-Zeelanders zich identificeert als etnisch Europeaan en 14,9% als Māori. Andere grote minderheden omvatten met name Aziaten (11,8%) en mensen van omliggende eilanden (7,4%), waarvan ongeveer twee derde in/rondom de regio Auckland woont.
In de afgelopen decennia is de diversiteit van de bevolking toegenomen: in 1961 identificeerde nog 92% van de bevolking zich als Europeaan en 7 procent zich als Māori, terwijl de Aziaten en de bewoners van de omliggende eilanden samen de overige 1 procent deelden.
De officiële benaming voor een inwoner van Nieuw-Zeeland is "Nieuw-Zeelander", maar daarnaast wordt ook de informele aanduiding "Kiwi", zowel nationaal als internationaal, veelvuldig gebruikt. Het Māori-leenwoord Pākehā werd vroeger gebruikt om enkel en alleen te verwijzen naar de Nieuw-Zeelanders van Europese afkomst, maar vandaag de dag wordt het gebruikt om alle niet-oorspronkelijke bewoners aan te duiden.

### Religie
Nieuw-Zeeland is grotendeels protestants-christelijk. Van de protestantse kerkgenootschappen is de Anglicaanse Kerk de grootste (22%), gevolgd door de presbyterianen (16%) en de methodisten (5%). 15% is katholiek. De meeste Maori's zijn door zending toegetreden tot de verschillende protestantse kerkgenootschappen.
De eerste katholieken in Nieuw-Zeeland waren geïmmigreerde Ierse boeren. Thans vormen de katholieken ongeveer 15 % van de bevolking. De kerkprovincie Wellington werd in 1887 opgericht en omvat thans het aartsbisdom Wellington en de bisdommen Auckland, Christchurch, Dunedin, Hamilton in New Zealand en Palmerston North. Nederlandse paters assumptionisten oefenden de zielzorg uit onder Nederlandse katholieke immigranten. In de Katholieke Kerk werden in 1944 de eerste Maori-priesters gewijd.
Volgens de 2006 census is het christendom de meest voorkomende religie, alhoewel het aantal christenen aan het afnemen is. In 2006 was 55,6% van de bevolking christen, terwijl vijf jaar eerder (2001 census) dit er nog bijna 61% waren. Tien jaar eerder in (1996 census) waren er nog 64%. Vijftien jaar eerder waren er nog 70% (1991 census) christenen, volgens de Statistics New Zealand.
De Anglicaanse Kerk van Nieuw-Zeeland (ca. 13 %) en de Katholieke Kerk (ca. 13 %) zijn de voornaamste denominaties. Het aantal anglicanen is in vijf jaar gedaald van 585.000 naar 555.000 terwijl het aantal katholieken is toegenomen van 486.000 naar 508.000. Het deel van de bevolking dat aangeeft geen religie te hebben is in dezelfde tijd sterk toegenomen van 29,6% (2001 census) naar 34,7% (2006 census): een toename van 1 procentpunt per jaar.
Op het moment van de aanslagen in Christchurch op 15 maart 2019 bedroeg het aantal moslims in Nieuw-Zeeland ruim 46.000, ongeveer 1 procent van bevolking. In 1990 waren het er slechts 6000, voornamelijk islamitische mijnwerkers, afkomstig uit China. In de jaren '90 verachtvoudigde dit aantal met de opvang van migranten uit o.a. Irak, Afghanistan, Somalië en Indonesië.

## Bestuurlijke indeling
Nieuw-Zeeland is onderverdeeld in 17 regio's, die elk bestuurd worden door een regionaal gekozen raad. Daarnaast bestaan er 74 zogenaamde territoriale autoriteiten (57 districten, 16 steden en de Chathameilanden). Dit zijn geen onderverdelingen van de regio's, maar een parallelle bestuursvorm die verantwoordelijk is voor andere zaken dan de regio's. Sommige territoriale autoriteiten liggen zelfs in twee verschillende regio's. Verder zijn er ook vier overzeese gebiedsdelen die onder het bestuur van Nieuw-Zeeland vallen:
- Cookeilanden
- Niue
- Ross Dependency
- Tokelau

## Geografie

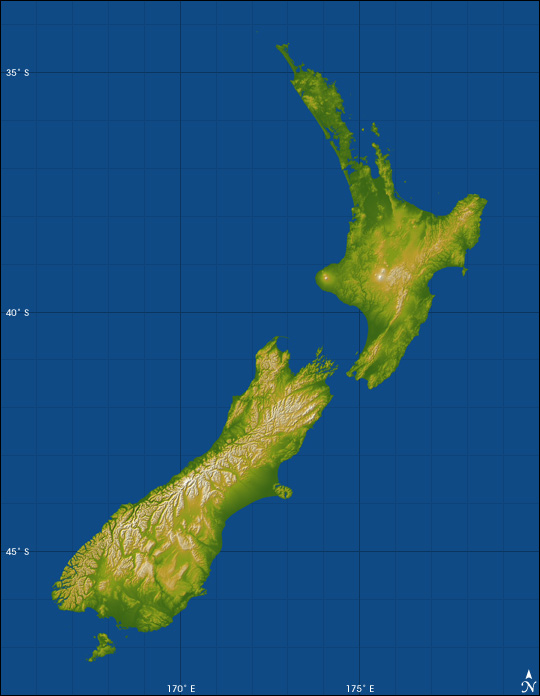
Reliëfkaart van Nieuw-Zeeland

De belangrijkste landmassa's van Nieuw-Zeeland zijn het Noordereiland en het Zuidereiland, die door de Straat Cook van elkaar gescheiden worden. De kortste afstand tussen de twee eilanden bedraagt 24 kilometer. Het Zuidereiland is daarvan het grootst en wordt van noord naar zuid doorlopen door de Nieuw-Zeelandse Alpen. In dit gebergte bevinden zich 17 pieken die boven de 3000 m uitsteken. De hoogste top in deze bergketen is Aoraki/ Mount Cook (3724 m). Het minder bergachtige Noordereiland kent vulkanisme. Vanaf ongeveer het midden van het eiland loopt een vulkanisch actieve zone naar het noordoosten. De hoogste top op het Noordereiland is Mount Ruapehu; een actieve vulkaan met een hoogte van 2797 m.
Naar oppervlakte gerangschikt is Stewarteiland het derde eiland van Nieuw-Zeeland. Het ligt 30 km ten zuiden van het Zuidereiland en wordt daarvan gescheiden door de Straat Foveaux. De hoogste bergtop van Stewarteiland is Mount Anglem (980 m). Naar bevolking gerangschikt is Waiheke-eiland het derde eiland, dat 18 km voor de kust van Auckland in de Golf van Hauraki ligt. Verder bestaat Nieuw-Zeeland uit een groot aantal kleine eilanden, waaronder de Antipodeneilanden, waarvan een deel onbewoond is.
Nieuw-Zeeland is het meest geïsoleerd gelegen land ter wereld. Het dichtstbijzijnde buurland is Australië, dat circa 2000 km ten noordwesten ligt en waarvan Nieuw-Zeeland wordt gescheiden door de Tasmanzee. Ten noorden liggen Nieuw-Caledonië, Fiji en Tonga. De enige grote landmassa in het zuiden is Antarctica. In NNO-ZZW richting meet Nieuw-Zeeland ruim 1600 km.
Nieuw-Zeeland heeft qua vormgeving een verrassende overeenkomst met Italië. Beide landen zijn ongeveer even groot en ze liggen ook ongeveer op dezelfde geografische breedte. Zelfs de 'spoor', het schiereilandje aan de rugzijde van de 'laars' (Christchurch in Nieuw-Zeeland, respectievelijk Gargano in Italië) is aanwezig.

### Steden
De grootste steden zijn:
- Auckland (1.413.700)

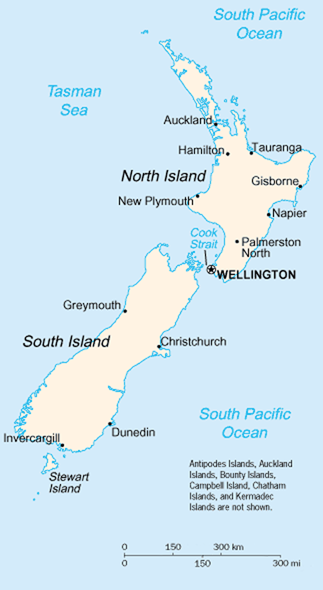
Kaart van Nieuw-Zeeland.

- Wellington (393.600, omvat Wellington, Lower Hutt, Upper Hutt, en Porirua)
- Christchurch (375.200)
- Hamilton (218.800)
- Napier–Hastings (128.800, omvat Napier, Hastings en Havelock North)
- Tauranga (127.700)
- Dunedin (116.200)
- Palmerston North (82.400)
- Nelson (61.400)
- Rotorua (56.200)
- New Plymouth (55.600)
- Whangarei (54.400)
- Invercargill (49.800)
- Kapiti Coast (41.000, omvat Waikanae, Paraparaumu, Raumati, en Paekakariki)
- Whanganui (39.200)
- Gisborne (35.400)
- Blenheim (30.200)

## Bezienswaardigheden
Nieuw-Zeeland trekt jaarlijks veel bezoekers. Het wordt door veel mensen gezien als een van de mooiste landen met betrekking tot de natuur. Het land heeft meerdere nationale parken in de aanbieding, terwijl het ook verschillende onbewoonde eilanden te bieden heeft. Tevens wonen de oorspronkelijke bewoners, de Maori's, nog steeds op het eiland.

## Klimaat
Over het algemeen kent Nieuw-Zeeland een gematigd zeeklimaat. Het noorden, dat dichter bij de evenaar ligt, is iets warmer dan het zuiden, maar de grootste klimatologische verschillen zijn te vinden tussen de west- en oostkust van het Zuidereiland. De veelal uit het westen waaiende wind zorgt voor uitzonderlijk veel neerslag in het zuidwesten, waar jaarlijks zo'n 8000 mm regen valt. Ten oosten van de Nieuw-Zeelandse Alpen is het veel droger. De zonnigste regio's zijn Nelson en Marlborough in het noorden van het Zuidereiland, waar veel wijngaarden zijn te vinden. Hier valt op jaarbasis gemiddeld 650 mm neerslag. In de Nieuw-Zeelandse Alpen valt tijdens de winter de neerslag veelal als sneeuw en hier zijn dan ook meerdere skigebieden te vinden. Northland en Bay of Plenty in het noorden van het Noordereiland kennen een subtropisch klimaat en hier bevinden zich veel kiwiplantages.

## Bestuur en politiek

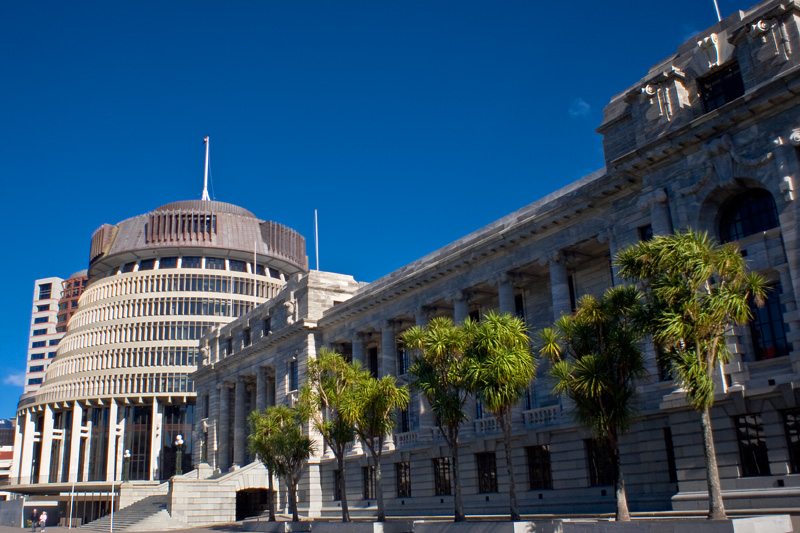
Parlementsgebouwen van Nieuw-Zeeland in Wellington.

Nieuw-Zeeland is een Constitutioneel Koninkrijk en een parlementaire democratie. Het land is onafhankelijk van het Verenigd Koninkrijk sinds 1 januari 1907, genaamd Dominion of New Zealand. Nieuw-Zeeland heeft een ongeschreven grondwet.
Nieuw-Zeeland is lid van het Gemenebest van Naties. Het is een Commonwealth realm met als staatshoofd Charles III van Nieuw-Zeeland, die vertegenwoordigd wordt door een gouverneur-generaal, sinds 21 oktober 2021 is dat Cindy Kiro. In Nieuw-Zeeland is de officiële titel van het staatshoofd: His Majesty, Charles the Third, By the Grace of God, King of New Zealand and His other Realms and Territories, Head of the Commonwealth, Defender of the Faith (Zijne Majesteit, Charles de Derde, Bij de Gratie Gods, Koning van Nieuw-Zeeland en Zijn andere Gebieden en Territoria, Hoofd van het Gemenebest, Verdediger van het Geloof).
Het land heeft een parlement bestaande uit één kamer met normaal gesproken 120 leden. Het kiesstelsel waarborgt evenredige vertegenwoordiging en dit heeft na sommige verkiezingen extra zetels tot gevolg, de zogenaamde overhangmandaten. Zo telt het parlement na de verkiezingen van 2023 bijvoorbeeld 123 zetels. Uit het parlement wordt een kabinet van circa 20 ministers gekozen. Het parlement zetelt in de hoofdstad Wellington. Leider van dit kabinet is de premier, sinds 27 november 2023 is dat Christopher Luxon van de New Zealand National Party. De parlementsverkiezingen vinden om de drie jaar plaats, voor het laatst op 14 oktober 2023.
Verder is Nieuw-Zeeland lid van de Verenigde Naties, APEC, OECD en ANZUS. Na een meningsverschil in 1985 met de Verenigde Staten over kernwapens heeft het ANZUS-verdrag wat schade opgelopen, omdat Nieuw-Zeeland tegen elke vorm van kernenergie en -wapens is. Het buitenlandbeleid van Nieuw-Zeeland wordt sinds 1987 sterk bepaald door het streven naar ontwapening en met name de afschaffing van massavernietigingswapens. Het land had in de periodes 1987–2011 en 2018–2023 een minister voor ontwapening en wapenbeheersing (Minister for Disarmament and Arms Control).

## Economie
Nieuw-Zeeland is een moderne geïndustrialiseerde natie met een vrijemarkteconomie en leunt sterk op im- en export. De belangrijkste exportproducten zijn vlees (vooral schaap en rund), zuivel (vooral roomboter en melkpoeder), fruit (vooral kiwi's en appels), vis en hout. De meeste geïmporteerde producten zijn machines, voertuigen, petroleum en elektronische apparatuur. De belangrijkste im- en exportpartners zijn Australië, de Verenigde Staten en Japan. Sterk in opkomst zijn de markten wijnbouw, filmindustrie en toerisme. In 2004 is Nieuw-Zeeland een discussie begonnen met China over vrije handel tussen die twee landen. Sinds 1980 zijn de meeste radio- en televisiestations, het telecommunicatiebedrijf, de posterijen en de spoorwegen geprivatiseerd. De inflatie van de Nieuw-Zeelandse consumenten prijs index behoort tegenwoordig tot de laagste in de geïndustrialiseerde wereld.
Sinds 2017 is op het schiereiland Māhia een commerciële lanceerbasis actief vanwaar het Amerikaanse bedrijf Rocket Lab maandelijks zijn grotendeels in Auckland gebouwde Electron-draagraketten naar een baan om de aarde, of verder lanceert.

### Energie
In 2014 produceerde het land 17 miljoen ton olie-equivalent (Mtoe), 51% fossiele en 49% duurzame energie (waterkracht en geothermie). (1 Mtoe = 11,63 TWh, miljard kilowattuur). Dat was niet genoeg voor de energievoorziening, het TPES (total primary energy supply): 21 Mtoe. Het land importeerde 4,5 Mtoe fossiele brandstof meer dan het exporteerde.
Van de energie ging ongeveer 6 Mtoe verloren bij conversie, vooral bij elektriciteitsopwekking. 1,6 Mtoe werd gebruikt voor niet-energetische producten zoals smeermiddelen, asfalt en petrochemicaliën. Voor eindgebruikers resteerde 14 Mtoe waarvan 3,3 Mtoe = 38 TWh elektriciteit, die voor 73% duurzaam opgewekt werd.
De uitstoot van kooldioxide was 31 megaton, dat is 7 ton per persoon. Het wereldgemiddelde is 4,5 ton per persoon.

## Flora en fauna

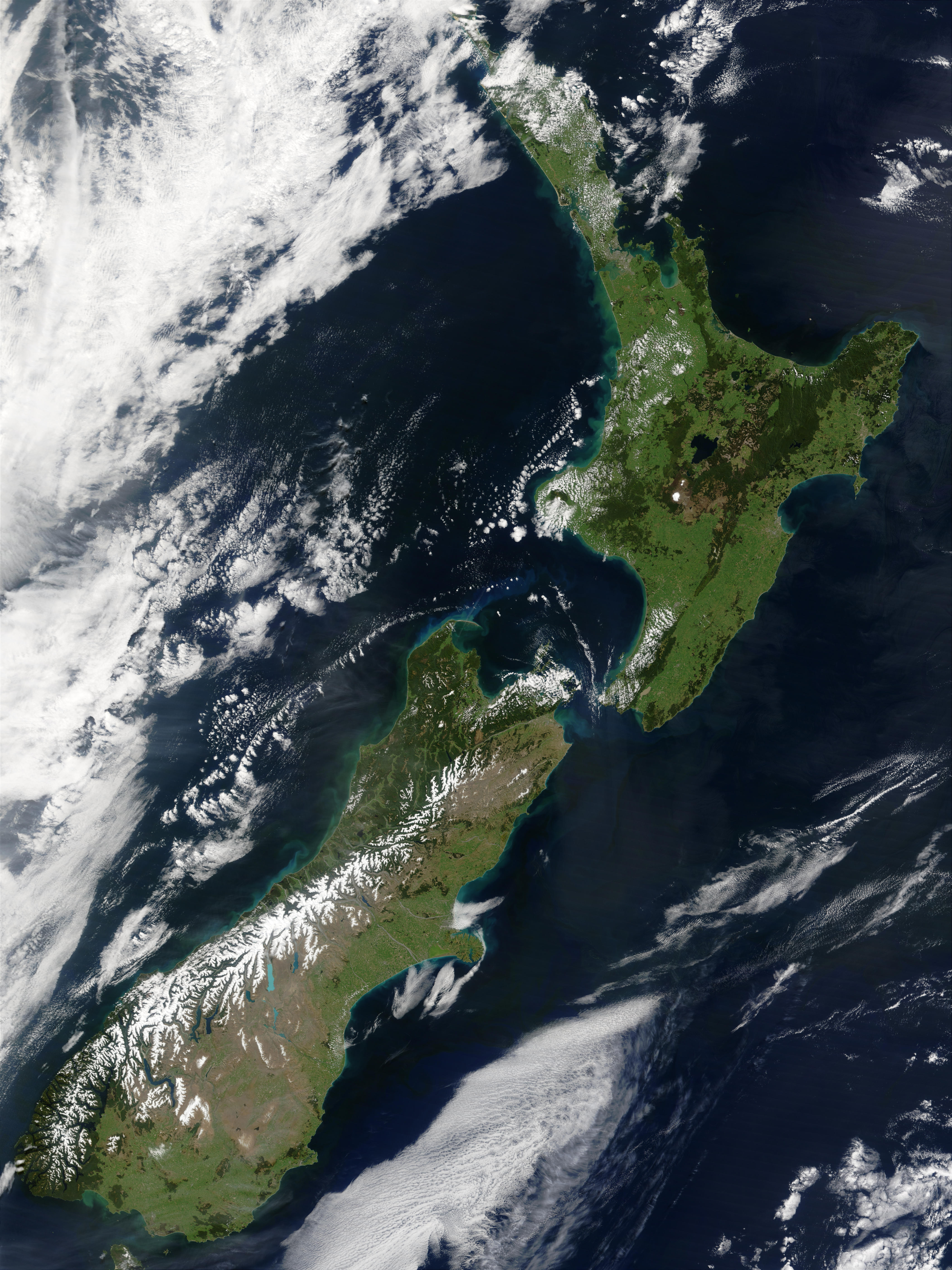
Satellietfoto van Nieuw-Zeeland.

De Department of Conservation (DOC) is de Nieuw-Zeelandse overheidsorganisatie die zich bezighoudt met natuurbescherming en behoud van natuurlijk erfgoed. Het New Zealand Plant Conservation Network (NCPZN) is een niet-gouvernementele organisatie die zich in Nieuw-Zeeland bezighoudt met de bescherming en het herstel van de oorspronkelijke flora en hun natuurlijke habitats.
Sinds Nieuw-Zeeland zich 80 miljoen jaar geleden van Gondwanaland afscheidde, heeft zich een volledig van de rest van de wereld geïsoleerde natuur ontwikkeld. Een deel van het oppervlak is bedekt met regenwoud dat tegenwoordig voor een groot deel tot nationale parken is verklaard. Veel dieren leven in deze gebieden. Er komen vele tientallen varensoorten voor. Tetrapathea tetrandra is een plant die van nature in Nieuw-Zeeland voorkomt. De pohutukawa (Metrosideros excelsa) is een plant, die ook van nature aanwezig is in Nieuw-Zeeland en veel als sierstruik wordt aangeplant. Clianthus puniceus is een plant die in het wild met uitsterven bedreigd wordt, maar in België en Nederland bij tuincentra te koop is. In het verleden was een groot deel van het Noordereiland begroeid met kauri-bossen. Tegenwoordig zijn deze grotendeels verdwenen door houtkap. De kauri-boom kan tientallen meters hoog en duizenden jaren oud worden.
Er zijn maar twee van oorsprong inheemse landzoogdieren, beide vleermuizen, en weinig amfibieën en reptielen, die vaak levendbarend zijn. Wel is onder deze reptielen de tuatara of brughagedis, die geen verdere levende nauwe verwanten heeft, en dus binnen de reptielen een unieke plaats inneemt. Ook de vier soorten Nieuw-Zeelandse oerkikkers (Leiopelmatidae) worden wel beschouwd als levend fossiel. Omdat er zo weinig viervoeters zijn, werden en worden er in Nieuw-Zeeland veel ecologische rollen door vogels en grote insecten ingenomen. Een voorbeeld van dergelijke insecten zijn de weta's, dit zijn grote krekels die eenzelfde ecologische rol hebben als de muis. Zo waren tot in historische tijden de grote moa's belangrijke herbivoren; de aan hen verwante kiwi's zijn nog steeds actief, evenals de niet-vliegende takahe. Verder zijn er fossielen gevonden van grote roofvogels. Nieuw-Zeeland heeft drie inheemse papegaaien: de kaka, de kakapo en de kea. Aan de zuidkust van het Zuidereiland en op enkele zuidelijker gelegen eilanden komt de zeldzame geeloogpinguïn voor.

### Bedreigingen
De natuur in Nieuw-Zeeland heeft ook te maken met bedreigingen. De komst van mens is hier veelal de oorzaak van. De invoer van uitheemse dieren zoals ratten, honden, katten en voskoesoes heeft ervoor gezorgd dat veel unieke vogelsoorten nu met uitsterven bedreigd worden of, zoals de moa's en de huia, al zijn uitgestorven. Er zijn naar schatting zo'n 120 uitheemse dieren en 328 uitheemse planten die als ongewenst worden gezien door de Nieuw-Zeelandse overheid.
Vooral de uit Australië ingevoerde voskoesoes waarvan er anno 2005 zo'n 60 miljoen rondlopen richten enorme schade aan. Waar de voskoesoe in Australië natuurlijke vijanden heeft (en ironisch genoeg met uitsterven bedreigd wordt), kan deze soort zich in Nieuw-Zeeland ongehinderd voortplanten. De enige vijand is de auto; de platgereden voskoesoe is dan ook een veelvoorkomend verschijnsel op de Nieuw-Zeelandse wegen. Door middel van afschieten en vergiftigen van voskoesoes probeert de Nieuw-Zeelandse regering het aantal terug te dringen. Bij de diverse natuurgebieden zijn hierover informatieborden te vinden. Recreanten worden hierbij gevraagd om uit te kijken voor giftig lokaas.
In 2004 is Didymosphenia geminata aangetroffen in de Lower Waiau Rivier. Dit kiezelwier kwam voorheen enkel voor op het noordelijk halfrond. Het eencellige organisme wordt lokaal Didymo of 'rock snot' genoemd. Het overwoekert rotsbodems en kan zich eenvoudig verspreiden. Sinds 2004 heeft het zich dan ook verder verspreid over de Nieuw-Zeelandse binnenwater. Het overheidsbeleid met betrekking tot deze exoot richt zich op het voorkomen van verdere verspreiding door bij besmette wateren borden te plaatsen. Recreanten worden hierbij gevraagd om na recreatie geen water te vermengen met andere wateren. Men hanteert hiervoor het beleid van 'check, clean, dry'. Recreanten dienen hun spullen te controleren op water en zo nodig af te drogen. Als dit niet mogelijk is dienen deze spullen minimaal 48 uur te worden gedroogd.

## Sport en cultuur

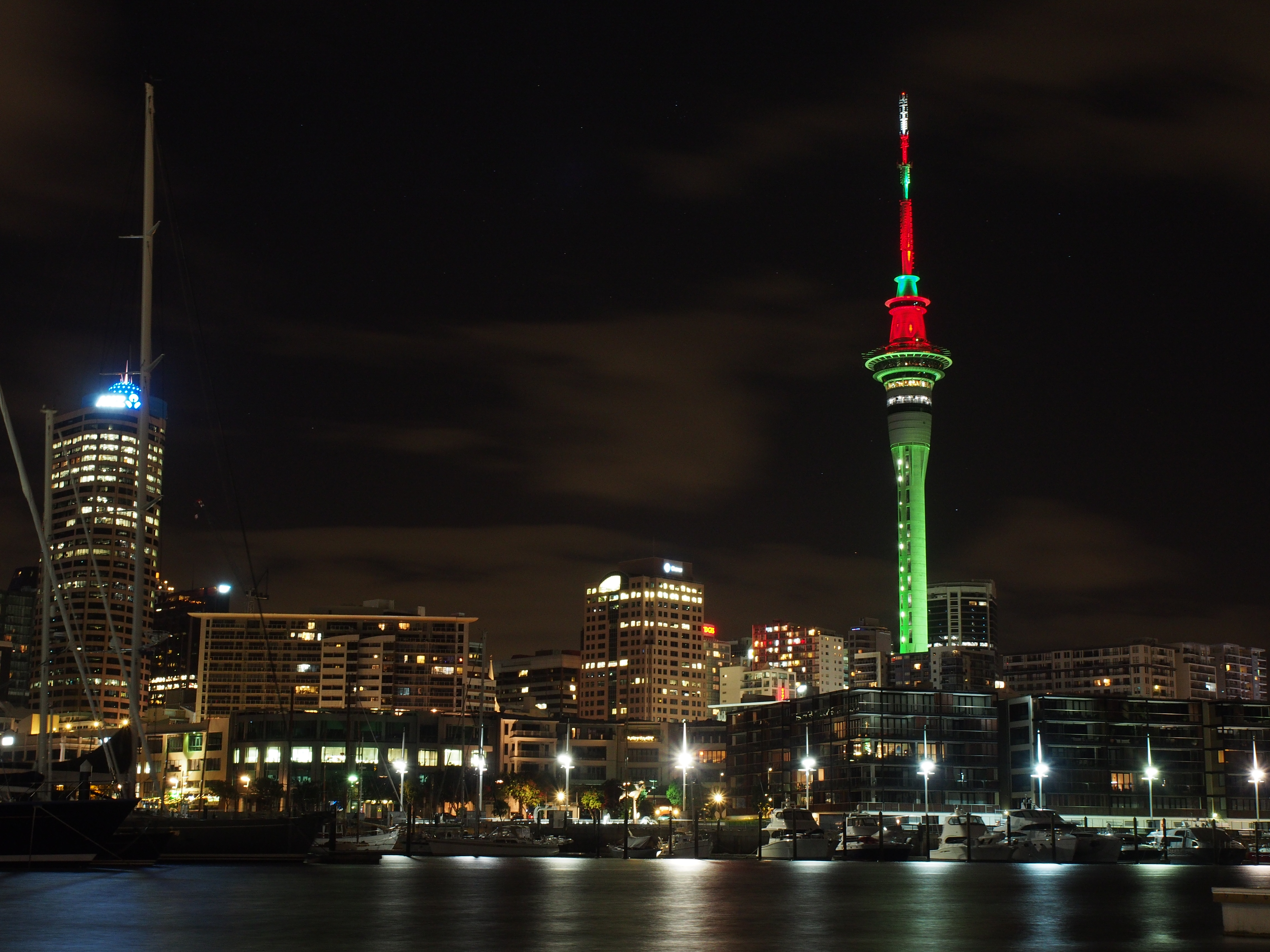
De skyline van Auckland bij nacht

De oorspronkelijke Maori-bevolking paste de Oost-Polynesische cultuur aan in lijn met de uitdagingen die ze hadden met het leven in een grotere en meer diverse omgeving en ontwikkelden daaruit hun eigen specifieke cultuur. De Britse en Ierse immigranten brachten later aspecten van hun eigen cultuur naar Nieuw-Zeeland en beïnvloeden daarmee de oorspronkelijke Maori cultuur, in het bijzonder met de introductie van het Christendom. De Maori bleven echter trouw aan hun eigen samenleving gebaseerd op tribale groepen als vitaal onderdeel van hun identiteit. Meer recent hebben de Amerikaanse, Australische, Aziatische cultuur en de cultuur van andere delen van Europa hun invloed uitgeoefend op Nieuw-Zeeland. De niet Maori Polynesische culturen zijn ook duidelijk aanwezig, met het Pasifika festival, 's werelds grootste grote Polynesische festival, nu tijdens de jaarlijkse evenement in Auckland City.
De Nieuw-Zeelandse cultuur is daarmee een samensmelting van de Maori en de Europese cultuur. Dit komt onder andere duidelijk tot uiting bij rugbywedstrijden, waarbij de spelers vooraf een Haka uitvoeren. De populairste sport is Rugby Union en als het nationale team - de All Blacks - speelt, zit menig Nieuw-Zeelander aan de buis gekluisterd, maar ook bij Rugby League en Rugby Sevens is Nieuw-Zeeland een dominant land. Andere populaire sporten zijn cricket en golf. Ook activiteiten zoals bungeejumpen en zorbing hebben hun (commerciële) oorsprong in Nieuw-Zeeland. Daarnaast wordt ook het voetbal steeds populairder in Nieuw-Zeeland.
De laatste jaren weten filmproducers de weg naar Nieuw-Zeeland te vinden. De natuur en het afwisselende landschap is zeer geschikt om er avonturenfilms en dergelijke te schieten waar veel buitenopnamen bij nodig zijn. Veel opnamen voor King Kong (2005), The Chronicles of Narnia en Brideflight zijn gemaakt in Nieuw-Zeeland en ook de televisieseries Xena en Hercules zijn er opgenomen. De films Black Sheep, de Lord of the Rings- en The Hobbit-trilogie zijn er zelfs volledig opgenomen.

### Taal
Nieuw-Zeeland heeft drie officiële talen: Nieuw-Zeelands-Engels, Te Reo Maori (de Maori taal) en Nieuw-Zeelandse Gebarentaal. In de praktijk wordt alleen Engels veel gebruikt, alhoewel grote inspanningen zijn gedaan in de afgelopen jaren om het gebruik van Te Reo te bevorderen. Daarnaast worden er tal van andere talen gesproken doordat Nieuw-Zeeland als immigratieland een grote bevolkingsdiversiteit kent. De Nederlandse emigranten die zich in de periodes 1950-1960 en 1980-1985 in Nieuw-Zeeland hebben gevestigd maken dat het land ook tamelijk veel Nederlandssprekenden kent.

#### Nieuw-Zeelands-Engels
Nieuw-Zeelands-Engels ligt dicht bij Australisch-Engels voor wat betreft de uitspraak, maar heeft een aantal verschillen die vaak door mensen van buiten deze landen niet worden herkend. Het meest opvallende verschil is in de uitspraak van de klinker. De Australische i-klank lijkt op de Nieuw-Zeelandse e en de Nieuw-Zeelandse i lijkt op de Australische u. Nieuw-Zeelandse klinkers zijn in het algemeen zachter vanuit fonetisch oogpunt. Sommige van deze verschillen tonen aan dat Nieuw-Zeelands-Engels meer affiniteit heeft met het Engels in het zuiden van Engeland dan Australisch-Engels heeft. Sommige van deze verschillen tonen ook de invloed van het Māori. Het meest opvallende verschil met Australische en andere vormen van Engels, met uitzondering van wellicht het Zuid-Afrikaans-Engels, is de afgeplatte i van Nieuw-Zeelands-Engels. Het Nieuw-Zeelandse accent kent ook een aantal Schotse en Ierse invloeden door het grote aantal kolonisten uit die gebieden in de 19e eeuw. Op het moment van de telling van 2006 werd Engels gesproken door 3.673.623 mensen (91,2% van de totale bevolking)

#### Te Reo Māori
Te Reo Maori is een Oost-Polynesische taal die nauw verwant is aan Tahitiaans en Cookeilandmaori, en iets minder nauw verwant met het Hawaïaans en Marquesaans. Het gebruik van de taal raakte in verval na de Europese kolonisatie. Sinds de jaren 1970 zijn succesvolle inspanningen gedaan om deze trend te keren. Deze omvatten het verlenen van de status van officiële taal door de Māori Language Act 1987 en het creëren van een Māori televisiekanaal.

#### Nieuw-Zeelandse gebarentaal
De Nieuw-Zeelandse gebarentaal heeft zijn wortels in de Britse gebarentaal. Er zijn 62,5% overeenkomsten gevonden in Britse gebarentaal. Net als andere natuurlijke gebarentalen, werd het ontworpen door en voor dove mensen, zonder taalkundige verbinding met een gesproken of geschreven taal. De taal maakt gebruik van lippatronen in combinatie met bewegingen van hand en gezicht

#### Andere talen
Volgens een telling in 2006 bestaan er in Nieuw-Zeeland 174 talen, met inbegrip van enkele gebarentalen. Na het Engels en Māori, zijn de meest voorkomende talen Samoaans (85.428 sprekers), Frans (53.757), Hindi (44.589) en Kantonees (gesproken door 44.154 personen). Het relatief grote aantal Franssprekenden is waarschijnlijk te verklaren uit de populariteit van het Frans als vak op school en heeft geen relatie met grootschalige Franstalige immigratie.